# Lamberto Leoni
Lamberto Leoni (24 de maig del 1953, Argenta, Itàlia) va ser un pilot de curses automobilístiques italià que va arribar a disputar curses de Fórmula 1.

## A la F1
Lamberto Leoni va debutar a la catorzena cursa de la temporada 1977 (la 28a temporada de la història) del campionat del món de la Fórmula 1, disputant l'11 de setembre del 1977 al G.P. d'Itàlia al circuit de Monza.
Va participar en un total de cinc curses puntuables pel campionat de la F1, disputades en dues temporades consecutives (1977 - 1978), no aconseguint finalitzar cap cursa i no assolí cap punt pel campionat del món de pilots.

## Resultats a la Fórmula 1
| Any  | Equip              | Xassís  | Motor    | 1       | 2       | 3       | 4         | 5   | 6   | 7   | 8   | 9   | 10  | 11  | 12  | 13  | 14      | 15  | 16  | 17  | Posició | Punts |
| ---- | ------------------ | ------- | -------- | ------- | ------- | ------- | --------- | --- | --- | --- | --- | --- | --- | --- | --- | --- | ------- | --- | --- | --- | ------- | ----- |
| 1977 | Team Surtees       | Surtees | Cosworth | ARG     | BRA     | SUD     | O.USA     | ESP | MON | BEL | SUE | FRA | GBR | ALE | AUT | HOL | ITA NVQ | USA | CAN | JAP | -       | 0     |
| 1978 | Team Tissot Ensign | Ensign  | Cosworth | ARG Ret | BRA NVS | SUD NVQ | O.USA NVQ | MON | BEL | ESP | SUE | FRA | GBR | ALE | AUT | HOL | ITA     | USA | CAN |     | -       | 0     |

### Resum
| Curses: | Victòries: | Pòdiums: | Poles: | Voltes ràpides: | Punts: |
| ------- | ---------- | -------- | ------ | --------------- | ------ |
| 5 (1)   | 0          | 0        | 0      | 0               | 0      |